# جان ملچر
جان ملچر (به انگلیسی: John Melcher) (زاده ۶ اوت ۱۹۲۴ – مرگ ۱۲ آوریل ۲۰۱۸) سناتور سابق عضو حزب دموکرات ایالات متحده آمریکا بود. وی در سال ۱۹۷۷ تا ۱۹۸۹ میلادی سناتور ایالت مونتانا در سنای ایالات متحده آمریکا بود.